# Station Farsta strand
Farsta strand is een station aan Nynästak van de pendeltåg in de Zweedse hoofdstad Stockholm.

## Geschiedenis
Toen Nynäsbanan in 1901 werd ingehuldigd, werd een station opgericht met de naam Södertörns villastad. De frequentie was laag met slechts zeven slagen per dag vanaf het centraal station van Stockholm (en twee extra treinen in het weekeinde). De treinen reden via de draaibrug bij Liljeholmen tot in 1929 de Årsta-brug werd geopend en daarmee de afstand werd  verkort. 
Naarmate het treinverkeer zich ontwikkelde werd het station belangrijker. In 1989 werd het station hernoemd naar Farsta strand, de buurt ten zuiden van het station waar ook het gelijknamige metrostation ligt, om de ligging duidelijker te maken. 

## Inrichting en reizigersverkeer
In 1993 werd het dubbelspoor voltooid en was het station inmiddels omgebouwd tot een modern forensenstation. De afstand tot het metrostation is 200 meter. Het station heeft een eilandperron en twee toegangen met kaartverkoop. De lokettenhallen, de westelijke heeft een ingang vanuit een voetgangerstunnel en de oostelijke via brug over de sporen. Op een normale doordeweekse dag in de winter telt het station ongeveer 4.000 reizigers (2015).

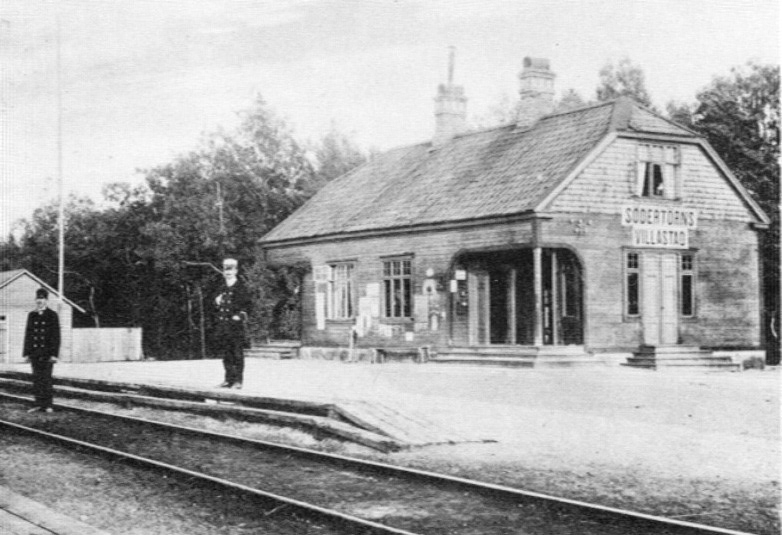
Het station in 1901.
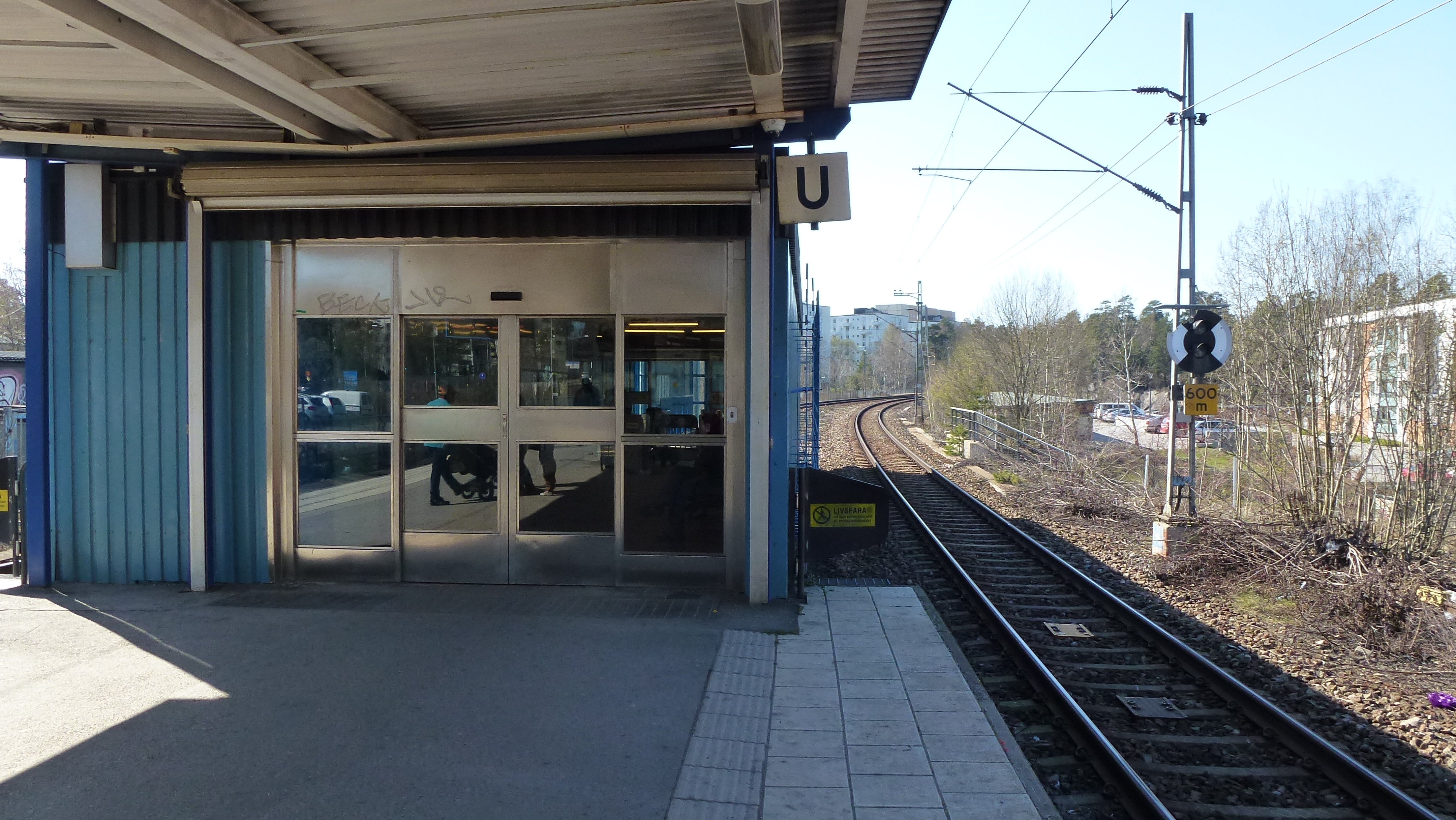
De westzijde van het perron.
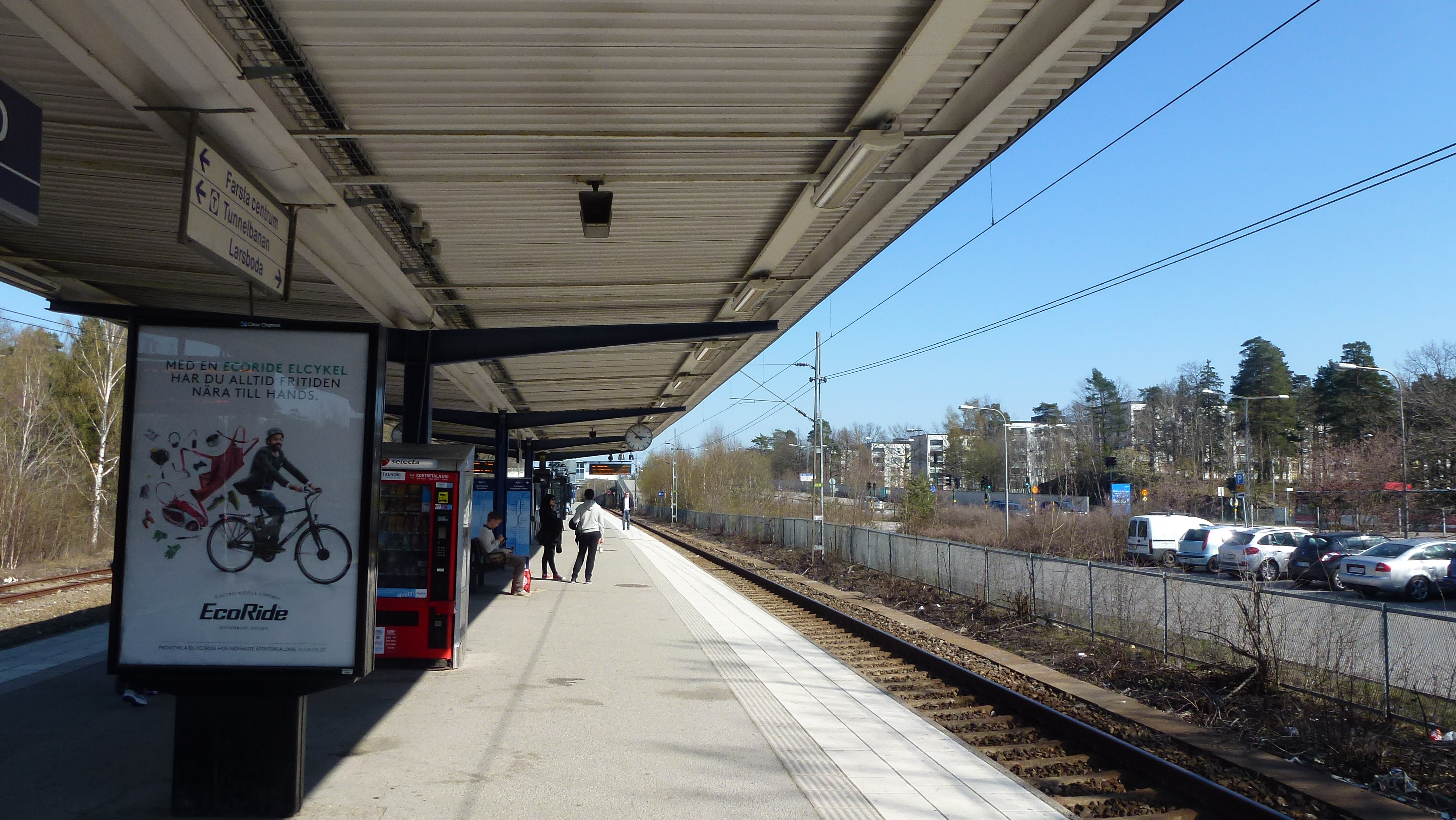
Het perron gezien uit het westen.